# Sommer-Deaflympics 1997/Badminton
Bei den Sommer-Deaflympics 1997 in Kopenhagen wurden sechs Wettbewerbe im Badminton ausgetragen.

## Medaillengewinner
| Disziplin    | Gold | Silber | Bronze |
| ------------ | --- | --- | --- |
| Herreneinzel | Rajeev Bagga | Jannich Tanghus Andersen | Sandeep Singh Dhillon |
| Dameneinzel  | Saskia Wummelsdorf                                                                                               | Ranjini Ramanujam | Park Hae-Yeon |
| Herrendoppel | Rajeev Bagga Sandeep Singh Dhillon                                                                               | Jannich Tanghus Andersen Jesper Vingum Jensen | Tomofumi Kobori Takaaki Miyatake |
| Damendoppel  | Susanah Storey Lesley Newby                                                                                      | Saskia Wummelsdorf Elke Gerstner | Ursula Brunner Silvia Weibel |
| Mixed        | Jannich Tanghus Andersen Birgitte Worsøe Nielsen                                                                 | Leon Vis Elles Michels | Martin Lawrence Bogard Lesley Newby |
| Mannschaft   | Indien (Rajeev Bagga, Sandeep Singh Dhillon, Ranjini Ramanujam, Sonu Anand Sharma, Rohit Bhaker, Gaurav Muchhal) | Großbritannien (Martin Lawrence Bogard, Christopher Sacre, Carl Sadler, Janet Margaret Thomson, Lesley Newby, Susanah Storey, David Ingham, Rita Murdock) | Dänemark (Connie Apitzsch, Birgitte Worsøe Nielsen, Charlotte Bjerg Jensen, Jannich Tanghus Andersen, Jesper Vingum Jensen, Søren Glad Jørgensen, Henrik Roar Hansen) |